# トリエステ植物園
トリエステ植物園（Orto botanico di Trieste）または トリエステ市民植物園（Civico Orto Botanico di Trieste）はイタリアのトリエステにある植物園である。

## 歴史
現在の場所に植物園が開かれたのは1848年であるが、その要望はトリエステで薬局を開いた薬剤師で植物愛好家のバルトロメオ・ビアソレットーが樹木のクラス地方での植栽実験を行うための要望したのに始まる。1839年から1960年までトリエステの市長を務め、自らも植物研究を行った、ムツィオ・トマシーニによって植物園は拡張され、トマシーニや彼に親しい、エリザ・ブライグ、ライモンド・トミンツ、カルロ・マルチェセッチらの植物愛好家によって、フリウリ＝ヴェネツィア・ジュリア州の代表的な顕花植物が集められた。1903年にマルチェセッチが公立公園にし、Civico Orto Botanicoの名前になった。1960年代まではステンタ（Mario Stenta）、ミューラー（Joseph Müller）、ローナ（Carlo Lona）、グリデリ（Edoardo Gridelli）といった科学者が園長を務めたが、その後衰退し、1986年には予算不足から閉園した。1991年から再開発が行われ、2001年に一部が公開を再開した。

## 植物園の画像

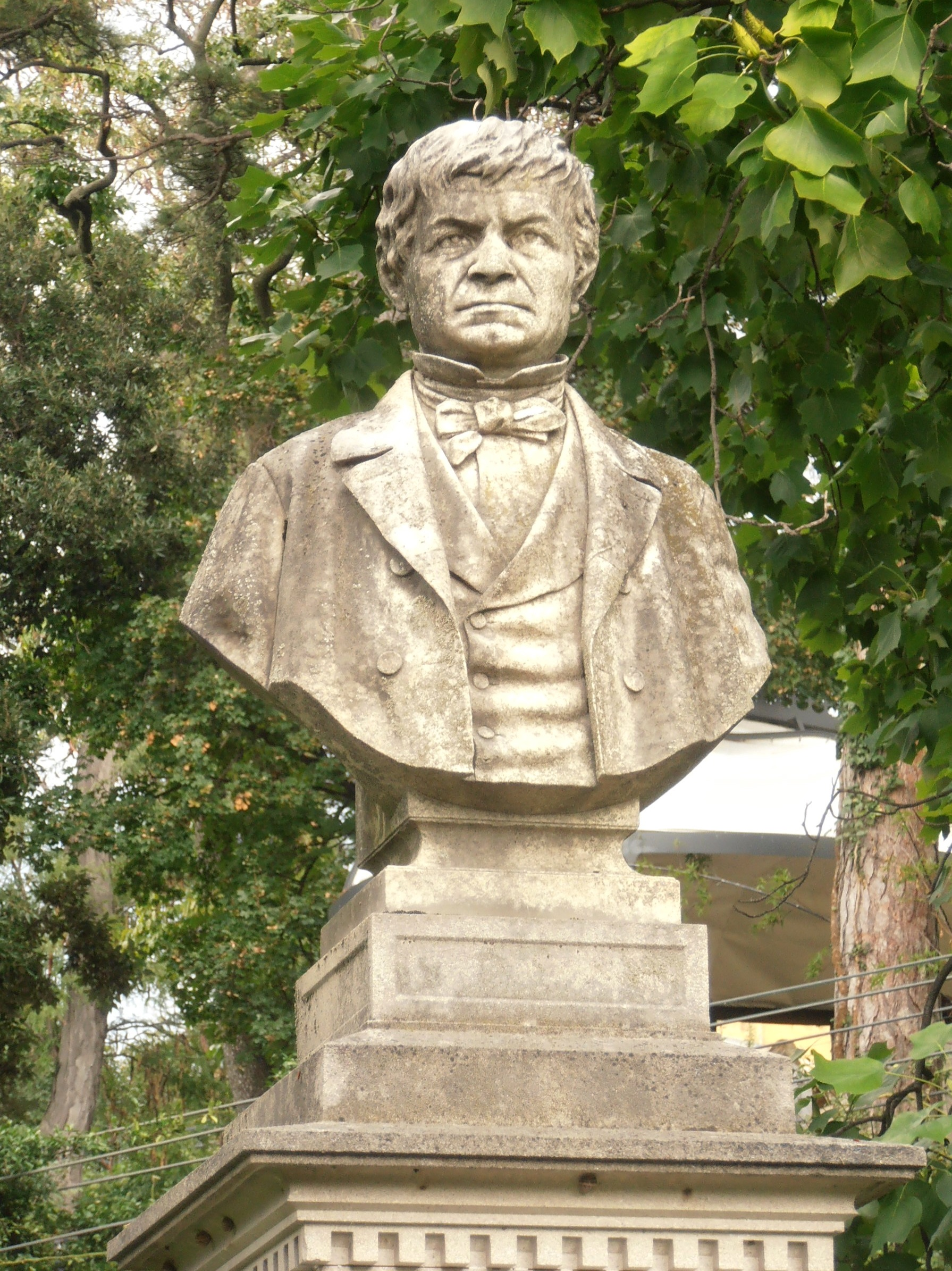
ビアソレットーの胸像
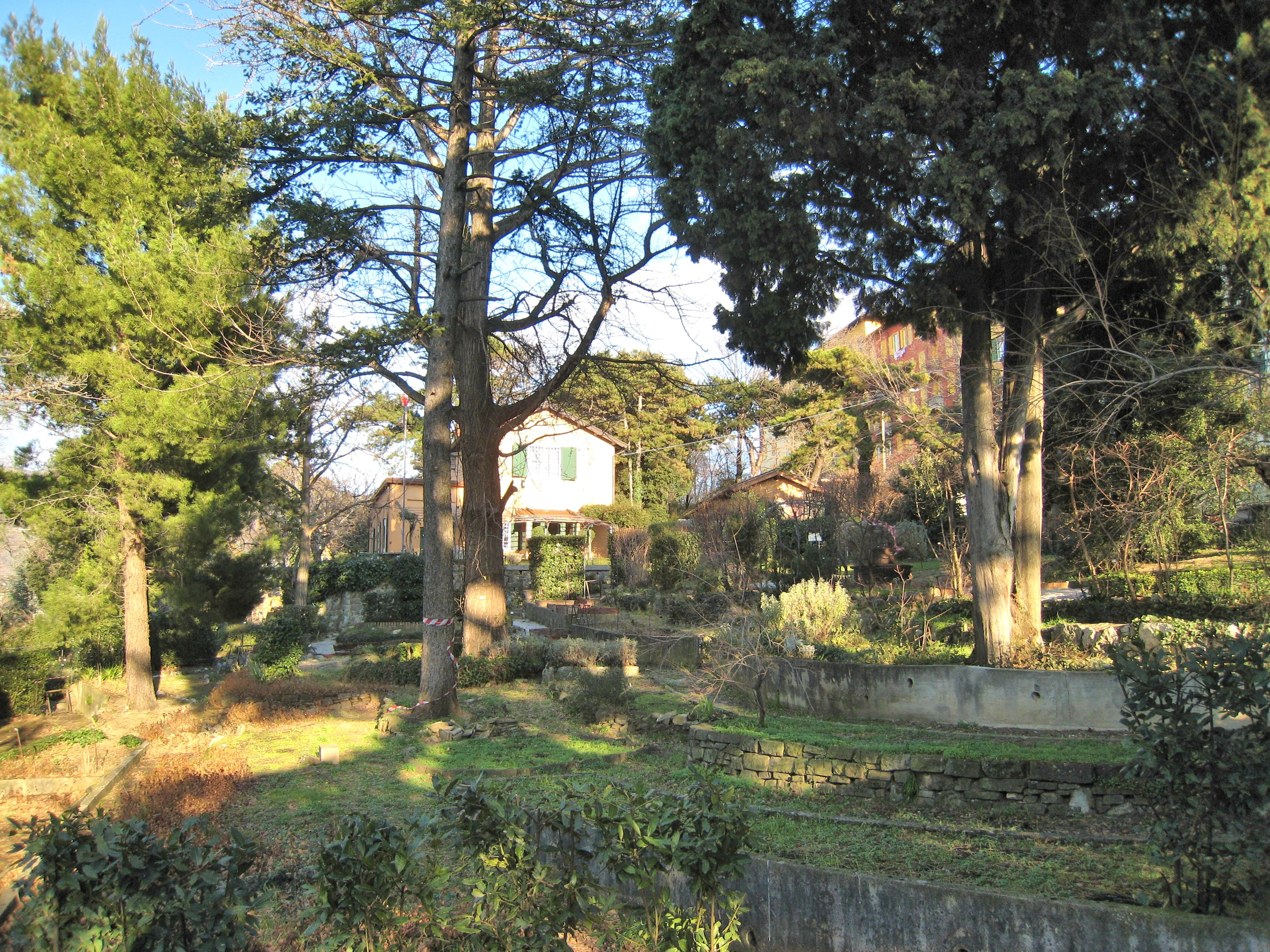
冬の内部
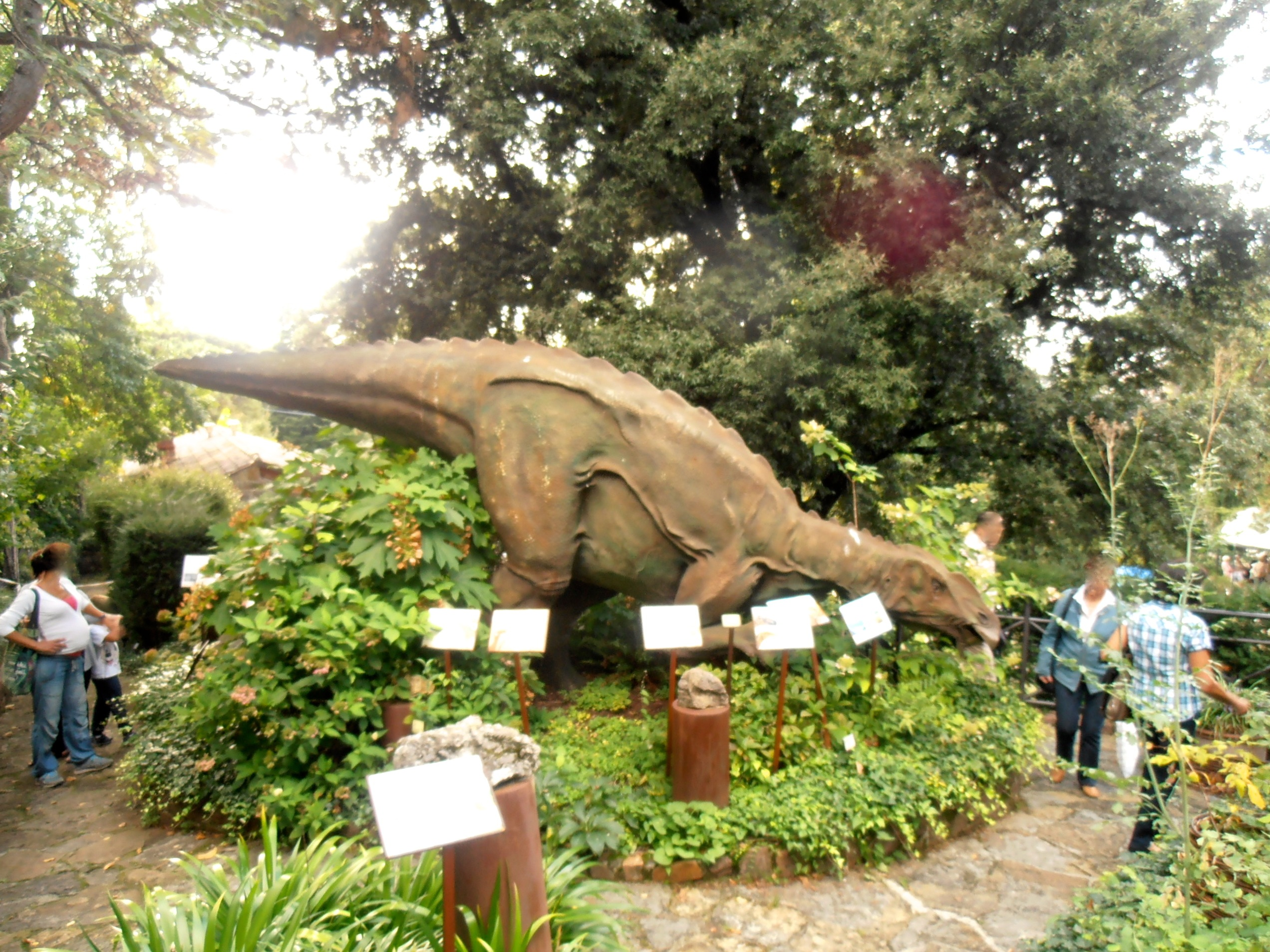
地区で発見された恐竜の像
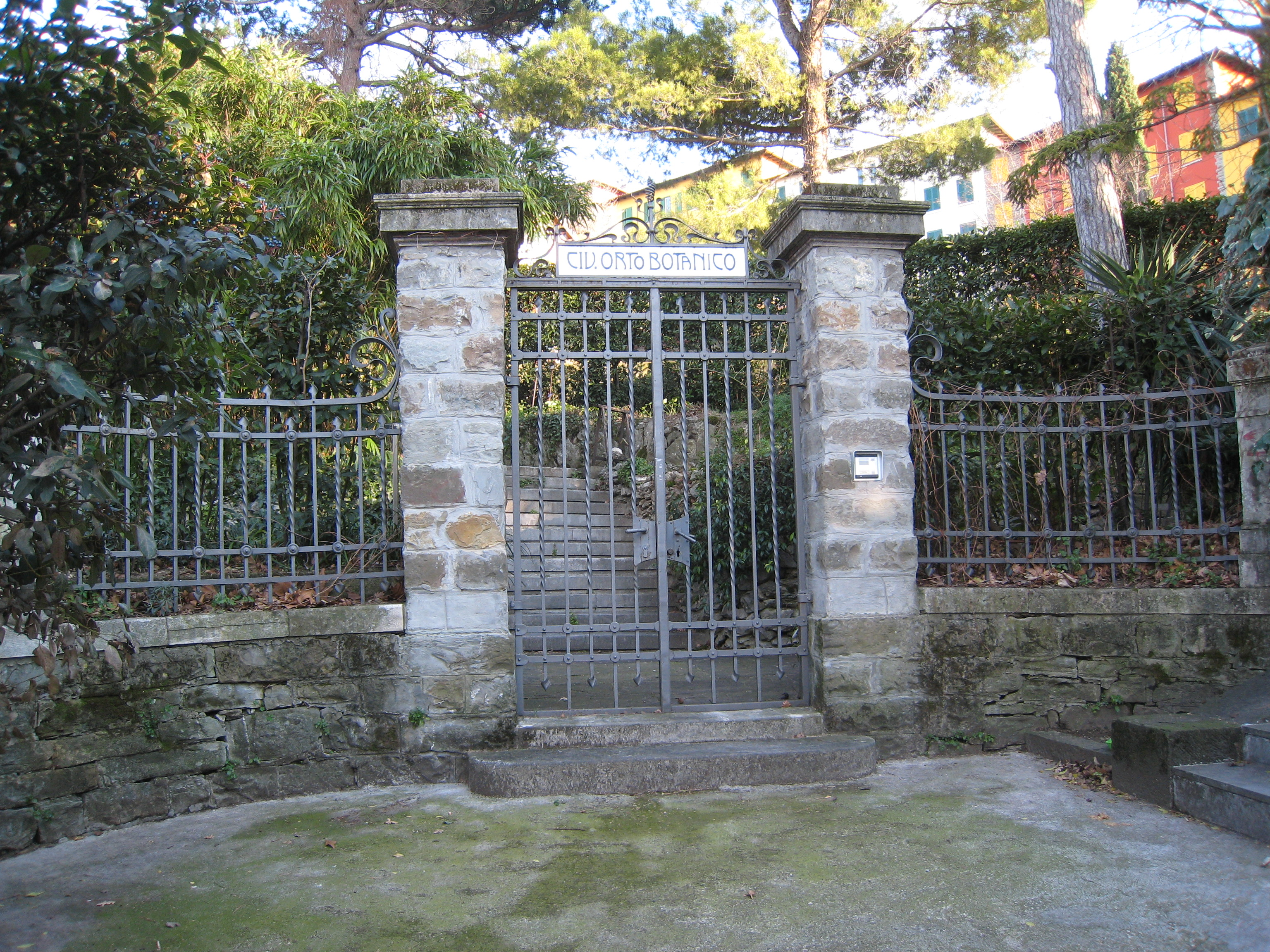
入り口